# Tsentralny Rynok (metrostation)
Tsentralny Rynok (Oekraïens: Центральний ринок, ⓘ; Russisch: Центральный рынок) is een station van de metro van Charkov. Het station maakt deel uit van de Cholodnohirsko-Zavodska-lijn en werd geopend op 23 augustus 1975. Het metrostation bevindt zich in het westen van het stadscentrum, nabij busstation №2 en de Centrale Markt, waaraan het zijn naam dankt. Aanvankelijk was het station onder naam Kommoenalny Rynok ("Gemeentelijke Markt") iets zuidelijker gepland, nabij de Maria-Boodschapkathedraal. Vanwege de slechte hydrogeologische omstandigheden aldaar werd uiteindelijk voor de huidige locatie gekozen.
Station Tsentralny Rynok is ondiep gelegen en beschikt over een perronhal met een gewelfd dak dat doorloopt tot in de lokettenzalen, waardoor het een grote ruimtelijkheid uitstraalt. Op het perron staan met roze marmer beklede zuilen, waaraan de verlichting is opgehangen. De wanden langs de sporen zijn bekleed met grijs marmer, waarin in reliëf traditionele Oekraïense plantenmotieven zijn aangebracht. De vloer is geplaveid met veelkleurig gepolijst graniet. Aan beide uiteinden van het perron leiden brede trappen naar de stationshallen, waar lichte grijze en roze tinten domineren.
Tsentralny Rynok is een uniek station omdat het gewelfde plafond door middel van zuilen ondersteund wordt. Deze zuilen werden in 1996 aan het station toegevoegd, nadat het dak ernstige vervorming was gaan vertonen. Dit werd veroorzaakt door de zeer hoge grondwaterspiegel (tot vijf meter boven de sporen) als gevolg van zeer zware regenval in de zomer van dat jaar. Tijdens de werkzaamheden, die ongeveer een jaar duurden, bleef het metrostation volledig in bedrijf.